# San Pascual, Mexiko
San Pascual är en ort i Mexiko.   Den ligger i kommunen Guasave och delstaten Sinaloa, i den västra delen av landet, 1 200 km nordväst om huvudstaden Mexico City. San Pascual ligger 4 meter över havet och antalet invånare är 123.
Terrängen runt San Pascual är mycket platt. Runt San Pascual är det ganska tätbefolkat, med 52 invånare per kvadratkilometer. Närmaste större samhälle är Guasave, 18,0 km nordväst om San Pascual. Trakten runt San Pascual består till största delen av jordbruksmark.